# Шклендровець
Шклендровець (словен. Šklendrovect) — поселення в общині Загорє-об-Саві, Засавський регіон, Словенія. Висота над рівнем моря: 228 м.